# Jean Foillard
Jean Foillard, né le 1er janvier 1918 à Toulon et mort pour la France le 23 juillet 1944 au Gua, est un avocat, cadre des Scouts de France durant la Seconde Guerre mondiale, et résistant de l’Organisation de résistance de l'Armée, puis de l’Armée secrète.

## Biographie

### Enfance et adolescence
Dernier d'une fratrie de quatre enfants et issu d'une famille d'Officiers de Marine, Jean Foillard grandit à Lyon où sa famille s'installe à la suite de la mort de son père, survenue le 18 décembre 1918, lorsque son navire saute sur une mine au large d’Izmir (Turquie).
Jean Foillard rentre chez les Louveteaux de la IIe Lyon dès 1927. Sizainier des blancs à la XIe Lyon, il monte à la Troupe en 1929 et y prononce sa promesse le 20 juin. Le scoutisme et sa foi catholique furent des éléments primordiaux de sa vie. En 1930, alors âgé de 12 ans, la XIe Lyon ferme et Jean et ses amis fondent la XIXe Lyon Troupe Bayard (externat SJ de la Trinité). De 14 à 16 ans il est CP des Zèbres, puis assistant Scoutmestre pendant deux ans.
Il fait ses études chez les Jésuites, puis au lycée du Parc à Lyon, et après son baccalauréat à la faculté de droit. Durant ces années, il est aussi routier au Clan Albert de Mun. En 1937 il fonde le clan des Apôtres, pour les CP des deux troupes XIe et XIXe Lyon.

### Seconde Guerre Mondiale

#### Les EOR
En 1939-1940, il est de la dernière promotion d’élèves officiers de réserve et est affecté au 6e BCA à Grenoble (Isère) avec le grade d’aspirant. Il y rencontre l'instructeur Léon Jail (lui aussi routier Scout de France). EOR à la caserne de Richemont, l'aspirant Foillard, à l'appel de son commissaire de province scout, rejoint les Compagnons de France.

#### Les Compagnons de France
De 1940 au 6 mai 1941, Jean Foillard devient cadre aux Chantiers de Jeunesse no 10 "La Grande Chartreuse" (groupe no 2 à Chartroussette) ; ses carnets montrent qu'il reste critique sur les échecs du Maréchal Pétain.

#### Scoutisme sous l'Occupation
En parallèle de ses activités aux Compagnons de France, il rejoint l'équipe nationale Route des Scouts de France en 1941, avec le Père Doncoeur et participe à mettre en place avec lui la pédagogie des Routiers Scouts de France. Il est alors commissaire à la formation des chefs et publie divers articles sur la méthode Route, qui s'appuient notamment sur un tour de France des clans scouts qu'il entreprend, dont des fiches rassemblées dans Entreprises de Clan. Il signe aussi l'introduction aux Critères du Départ routier scout de France.

#### La Résistance
En 1943, Jean Foillard est licencié en droit et devient avocat au barreau de Lyon. Il s'engage dans la Résistance en juillet par le biais de l’Organisation de résistance de l'Armée.
En 1944, il rejoint le maquis du Vercors et devient l'adjoint du Commandant Durieux : il est alors chargé de coordonner les éléments responsables de la défense de Corrençon (aujourd’hui Corrençon-en-Vercors, Isère).
Le 22 juillet 1944 au Pas de l’Âne, Jean Foillard, qui cherchait à rejoindre son groupe parti au Pas de la Balme, rejoint Léon Jail et le capitaine Volume (Adrien Conus),. Ces derniers, chargés d’une mission de liaison, devaient rejoindre qui le Grésivaudan, qui l’Oisans. Après avoir passé quelques heures dans une cabane de bergers, les trois hommes décident de gagner la vallée du Drac.
Au bénéfice de la nuit et du brouillard, ils parviennent à éviter des patrouilles de soldats allemands mais peu après 10 heures du matin, alors qu’ils approchaient de Saint-Guillaume, ils sont faits prisonniers au pont de la Gresse. Remis à la police allemande, ils sont brutalement interrogés plusieurs heures durant dans une ferme du Genevrey à Vif (Isère). Vers 21 heures, les trois officiers et trois jeunes maquisards qui avaient été également arrêtés à Saint Guillaume sont conduits au lieu-dit Revolleyre sur la commune du Gua (Isère), près d’une ancienne cimenterie,. Léon Jail propose alors à ses camarades de prier quelques instants. Tous ensemble, entraînés par son exemple, ils récitent à haute voix une courte et dernière prière. Léon Jail demande pardon à Dieu et à ses camarades. Les Allemands rient : « Les terroristes font toujours leur prière, avant d'être fusillés. ». Jean Foillard leur répond : « Nous ne sommes pas des terroristes. ». Puis on les fit monter le long d’un ruisseau vers un lieu surplombant l’usine. Jean Foillard fut fusillé en premier en compagnie d'un autre maquisard, le 23 juillet 1944. 
Il est désormais enterré dans le cimetière communal de Belmont-Luthézieu, Valromey-sur-Seran (Ain). Il obtint la mention « Mort pour la France » et décoré de la croix de guerre avec étoile d'argent et de la médaille de la Résistance à titre posthume.

## Distinctions
- : Croix de Guerre 1939-1945
- : Médaille de la Résistance française

## Hommage
Son nom figure sur le monument commémoratif érigé au lieu-dit Revolleyre, commune du Gua, sur la plaque commémorative des élèves du lycée du Parc morts pour la France 1939-1945 à Lyon VIe arr., sur la plaque commémorative apposée dans l’enceinte du palais de justice, Lyon Ve arr. et sur le monument commémoratif de la Résistance de Belmont, à Valromey-sur-Seran.
César Geoffray et Louis Simon lui dédient le recueil de chants Sur les chemins de France.